# Démonológia

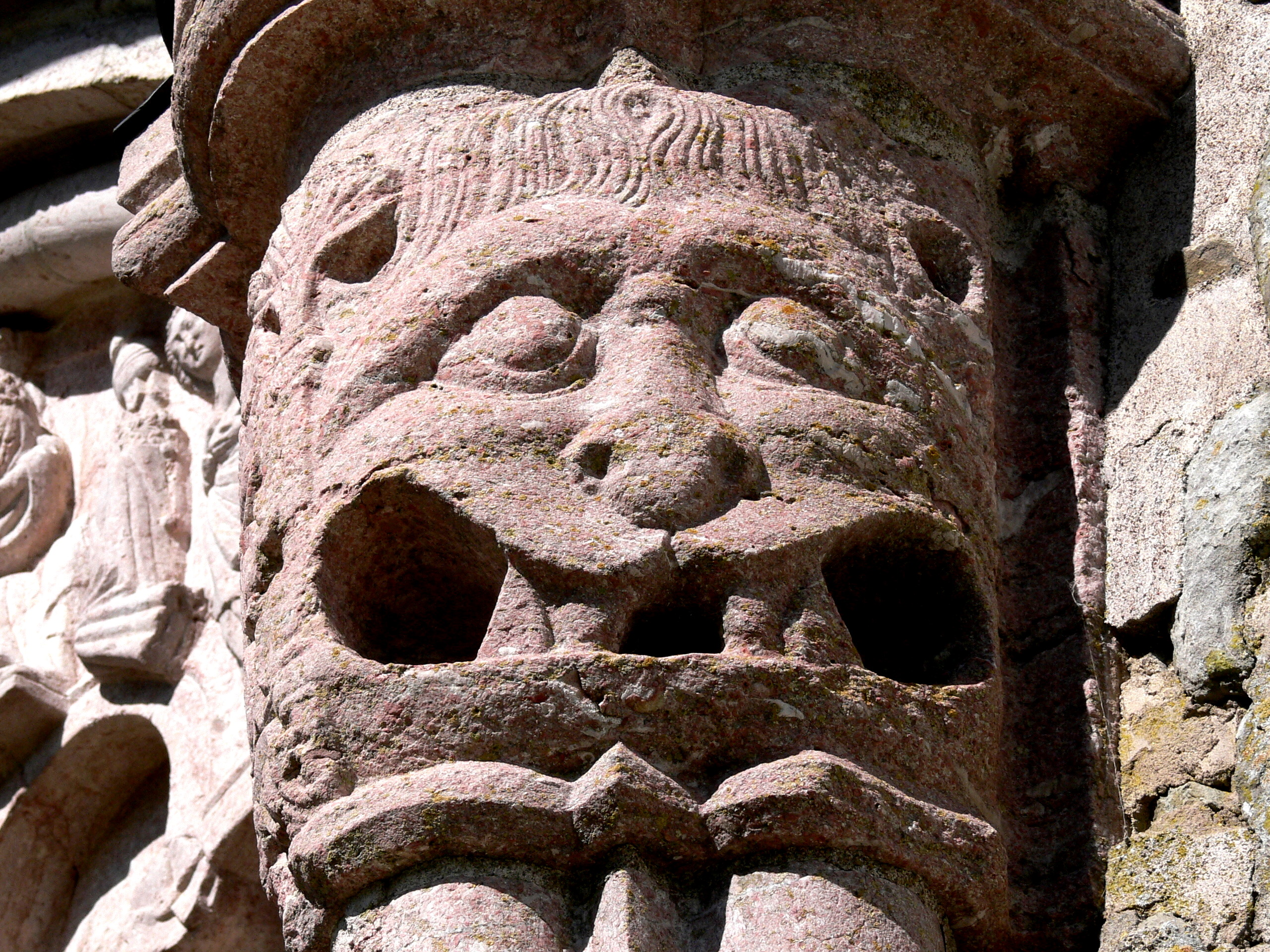
Démonfej a svédországi Grötlingbo-i kőtemplomon, Gotland szigetén, a 13. századból

A démonológia a démonok és a démonokban való hit rendszerbe foglalt tanulmányozása, a démonok rendszere, tana. A teológia egyik ága, amely az olyan természetfeletti lényeket tanulmányozza, amik nem istenek. 
A démonok a legtöbb hitvilágban az isteneknél alacsonyabb rendű, de az embereknél magasabb rendű természetfeletti lények, amelyek az emberek és istenek között állva akadályozzák a két fél közötti kommunikációt. A démonok nem feltétlenül rosszindulatúak, de az érdekeik semmiképpen sem vágnak egybe az emberek érdekeivel és céljaival. A démonológia tárgyát az imádók vagy követők nélküli, nem isteni (az isteni szint alatti) jóindulatú lények, valamint a mindenféle rendű és rangú rosszindulatú természetfölötti lények képezik. A „démon” fogalma, amely a homéroszi „daimón” kifejezésből származik, eredetileg jóindulatú lényeket jelentett, de az idő során a démon fogalom egyre inkább rosszindulatú mellékjelentést vett fel, és a két szó jelentése egyre inkább elkülönült.

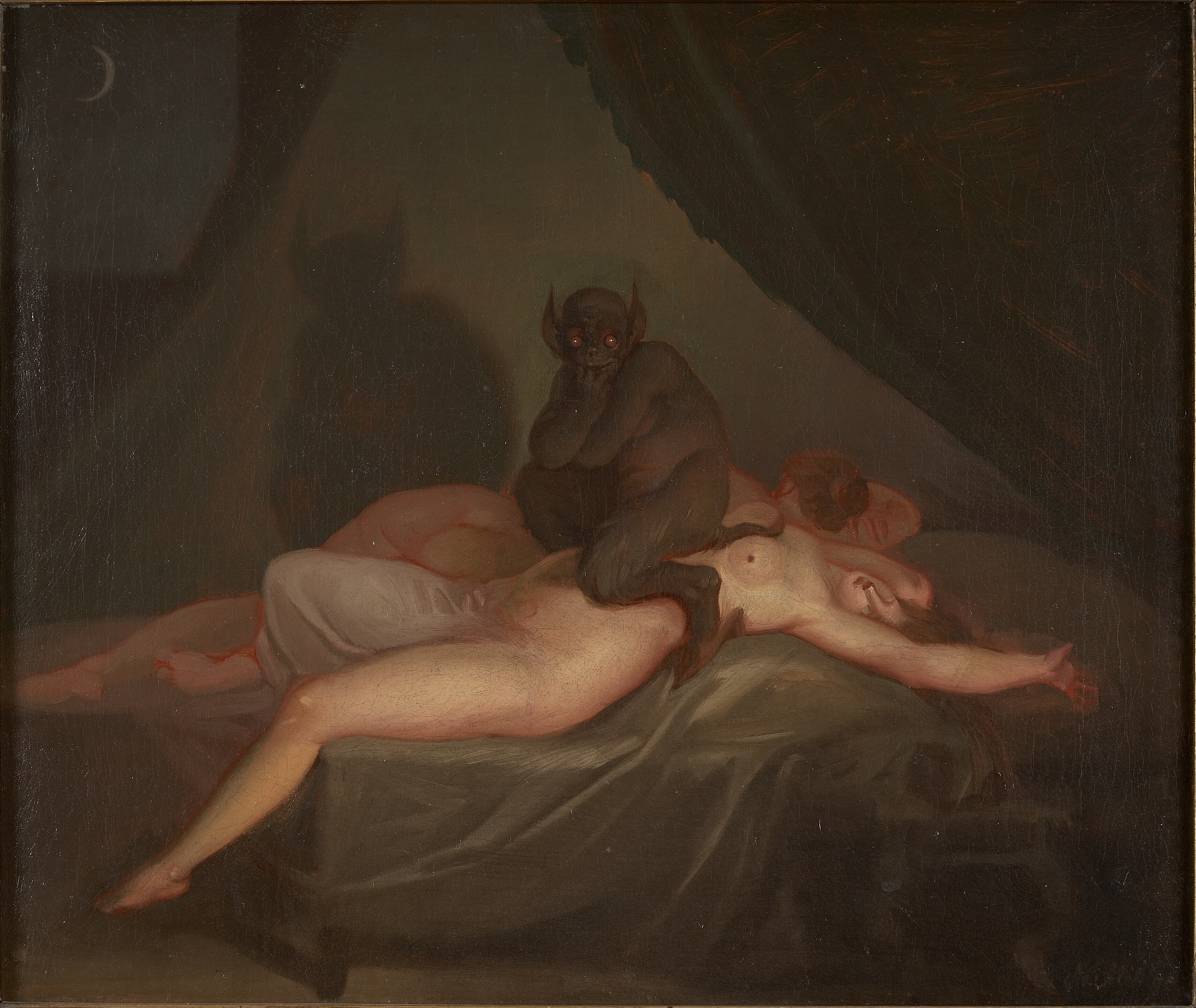
Lidércnyomás, Nicolai Abildgaard festménye (1800)

Az ókori Babilonban a démonológia az élet minden jelenségére kiterjedt, a legkisebb hétköznapi kellemetlenségektől kezdve a legmélyebb érzelmi jelenségekig bezárólag, mint a szeretet és gyűlölet megnyilvánulásai. A hitrendszer szerint a test különböző részeit különböző démoni szellemek uralják, külön lény uralja a fejet, a nyakat és így tovább. A platonista (Türoszi) Porfüriosz és az egyházatyák is úgy tartották, hogy világunkat szellemi lények sokasága tölti meg, és a keresztény hit szerint a pogány istenek imádása valójában a démonok felé irányuló cselekedet.
A démonológia a zsidók babiloni fogsága idején alakult ki, a zsidó és a perzsa vallás keveredésekor.[forrás?]

## Etimológia
A démonológia szó az ógörög δαίμooν, daimōn, „istenség, isteni erő, isten” jelentésű szó és a -λογία, -lógia, magyarul kb. tanulmányok, tudomány – szavak összetétele.